# Nadleśnictwo Strzyżów
Nadleśnictwo Strzyżów – jednostka organizacyjna Lasów Państwowych podległa Regionalnej Dyrekcji Lasów Państwowych w Krośnie. Siedziba Nadleśnictwa znajduje się w Strzyżowie w powiecie strzyżowskim, w województwie podkarpackim.
Nadleśnictwo obejmuje część powiatów brzozowskiego, dębickiego, ropczycko-sędziszowskiego, rzeszowskiego i strzyżowskiego oraz część Rzeszowa.

## Historia
Lasy te przed II wojną światową były własnością prywatną oraz w niewielkiej części Skarbu Państwa. Po wojnie zostały znacjonalizowane przez komunistów. W 1977 połączono nadleśnictwa Strzyżów, Błażowa i Wiśniowa tworząc Nadleśnictwo Strzyżów.

## Ochrona przyrody
Na terenie nadleśnictwa znajduje się pięć rezerwatów przyrody:
- Góra Chełm
- Herby
- Mójka
- Wielki Las
- Wilcze

oraz część Czarnorzecko-Strzyżowskiego Parku Krajobrazowego.

## Drzewostany
Typy siedliskowe lasów nadleśnictwa (z ich udziałem procentowym):
- las wyżynny świeży 96,92%
- las wyżynny wilgotny 1,15%
- las górski 0,87%
- las mieszany wyżynny świeży 0,43%
- las łęgowy wyżynny 0,38%
- ols jesionowy wyżynny 0,25%

Gatunki lasotwórcze lasów nadleśnictwa (z ich udziałem procentowym):
- jodła 39%
- buk 36,48%
- sosna 10,85%
- dąb 7,04%
- modrzew 1,85%
- jawor 1,15%
- grab 1,12%
- olsza czarna 1,06%
- inne gatunki <1%

Przeciętna zasobność drzewostanów nadleśnictwa wynosi 351 m³/ha, a przeciętny wiek 78 lat.